# کورکور کوبایی
کورکور کوبایی (نام علمی: Chondrohierax wilsonii) یک پرنده شکاری از تیرهٔ بازان (Accipitridae) است که شامل بسیاری از پرندگان شکارچ روزانه مانند کورکورها، عقاب‌ها و سنقرها نیز می‌شود. بومی کوبا است.
این گونه توسط انجمن جهانی پرندگان و اتحادیه بین‌المللی حفاظت از طبیعت (IUCN) به عنوان در بحران انقراض طبقه‌بندی شده است. جمعیت کنونی ۵۰ تا ۲۴۹ پرنده بالغ برآورد می‌شود. در ۴۰ سال گذشته این گونه تنها چند بار با آخرین بازدید منتشرشده در سال ۲۰۱۰ در پارک ملی آلخاندرو د هومبولت ثبت شده است.
فهرست کلمنتز آن را تا زمان بازنگری در سال ۲۰۲۲ به عنوان زیرگونه کورکور نوک‌چنگکی در نظر گرفت. تجزیه و تحلیل تبارزایی مولکولی با استفاده از دی‌ان‌ای میتوکندری نشان می‌دهد که وضعیت گونه‌ها از دودمان اصلی تقریباً ۴۰۰۰۰۰ تا ۱٫۵ میلیون سال پیش واگرا شده است.
نابودی و دگرگونی جنگل‌ها عامل اصلی کاهش جمعیت و همچنین کاهش تعداد حلزون‌های طعمه و آزار و اذیت کشاورزان محلی است. ماهیت رام آن، آن را به یک هدف آسان برای تیراندازان تبدیل کرده است.